# Marta Ferrusola
Marta Ferrusola Lladós (Barcelona, 28 de junio de 1935 - íbidem, 8 de julio de 2024) fue una empresaria española, conocida en el ámbito público por ser esposa del político Jordi Pujol, presidente de la Generalidad de Cataluña entre 1980 y 2003. Persona de profundas creencias católicas y exacerbado nacionalismo catalán, tradicionalmente se le ha atribuido una fuerte influencia sobre su marido.

## Biografía
Nació en Barcelona en 1935, hija de Josep Ferrusola Pascual y de Carme Lladós Martí.
Contrajo matrimonio con Jordi Pujol el 4 de junio de 1956, en Montserrat. Involucrada en la labor política de su marido, durante los 23 años de mandato de su marido —que fue elegido presidente de la Generalidad de Cataluña en 1980— Marta Ferrusola a menudo jugó un importante papel a la sombra de su marido. En 1991 estuvo tras la defenestración política de Miquel Roca, estrecho colaborador de Pujol. En cambio, gracias a las influencias de Marta Ferrusola el empresario Lluís Prenafeta tuvo una estrecha relación con Jordi Pujol, llegando a ser su mano derecha durante la década de 1980.
Durante estos años desempeñaría cargos simbólicos en fundaciones y entidades de carácter benéfico. 
En 1990 fundó la empresa de jardinería «Hidroplant» junto a Núria Claverol, esposa de Carles Sumarroca.  Ferrusola llegaría ser jefa de ventas de Hidroplant. Aprovechándose de su cercanía al poder, la empresa acaparó contratos de jardinería de organismos de la Generalidad de Cataluña y de empresas que esperaban tener un buen trato de la Generalidad. Muchos de estos contratos fueron muy criticados en su época. El más polémico fue el contrato para la plantación del césped del estadio de fútbol del FC Barcelona, el Camp Nou. El césped instalado, muy costoso, resultó además defectuoso y recibió muchas críticas.
En el ámbito político destacó como militante de Convergencia Democrática de Cataluña (CDC), partido del que fue cofundadora y responsable de su sección deportiva.
Persona de profundas creencias católicas, ha sido fuertemente influenciada por personas cercanas al Opus Dei, y de hecho en 2002 llegó a viajar a Roma para asistir a la canonización del fundador del Opus Dei —Josemaría Escrivá de Balaguer—.

### Caso Pujol
En enero enero de 2016 fue imputada por la Justicia, junto a su marido y sus hijos, en el denominado Caso Pujol. Si bien en 2014 negó tener conocimiento sobre las cuentas bancarias de la familia, a raíz de la investigación judicial diversos medios de comunicación le han atribuido un papel relevante en la evasión fiscal y ocultación de patrimonio —habría llegado a emplear un código religioso (haciéndose llamar la «Madre superiora») mediante el cual camuflar los desvíos de dinero al extranjero—. Algunas fuentes han llegado incluso a situarla a la cabeza del clan familiar, siendo la verdadera alma de la familia Pujol-Ferrusola.

## Controversias
A lo largo de su vida Marta Ferrusola protagonizó varias polémicas. En 1984 declaró en TV3 que la homosexualidad le parecía «un defecto, una tara, un vicio o todo a la vez», lo cual tuvo mucha resonancia. En 2001 se hicieron célebres unas declaraciones suyas en las que consideraba a los inmigrantes castellanoparlantes y de origen musulmán como una amenaza para la sociedad catalana. En relación con este asunto, también llegó a señalar que «la inmigración puede provocar que no sirvan las iglesias, pero que sirvan las mezquitas». Durante una entrevista en 2008, en referencia al político José Montilla, señaló estar muy molesta por el hecho de que el presidente de la Generalidad «fuera un andaluz que tuviera el nombre en castellano», criticando además que Montilla no supiera hablar bien el catalán. Este tipo de declaraciones han provocado fuertes críticas entre distintos sectores, llegando a ser acusada de homofobia, racismo y xenofobia.
En abril de 2017, el diario digital El Español publicaba que su familia materna es de origen aragonés, contando con hasta ocho apellidos castellanos.

## Familia
Casada con Jordi Pujol, con el que contrajo matrimonio el 4 de junio de 1956.
El matrimonio tuvo siete hijos: Jordi (1958), Marta (1959), Josep (1963), Pere (1965), Oriol (1966), Mireia (1969) y Oleguer (1972).